# Adalbert von Bredow

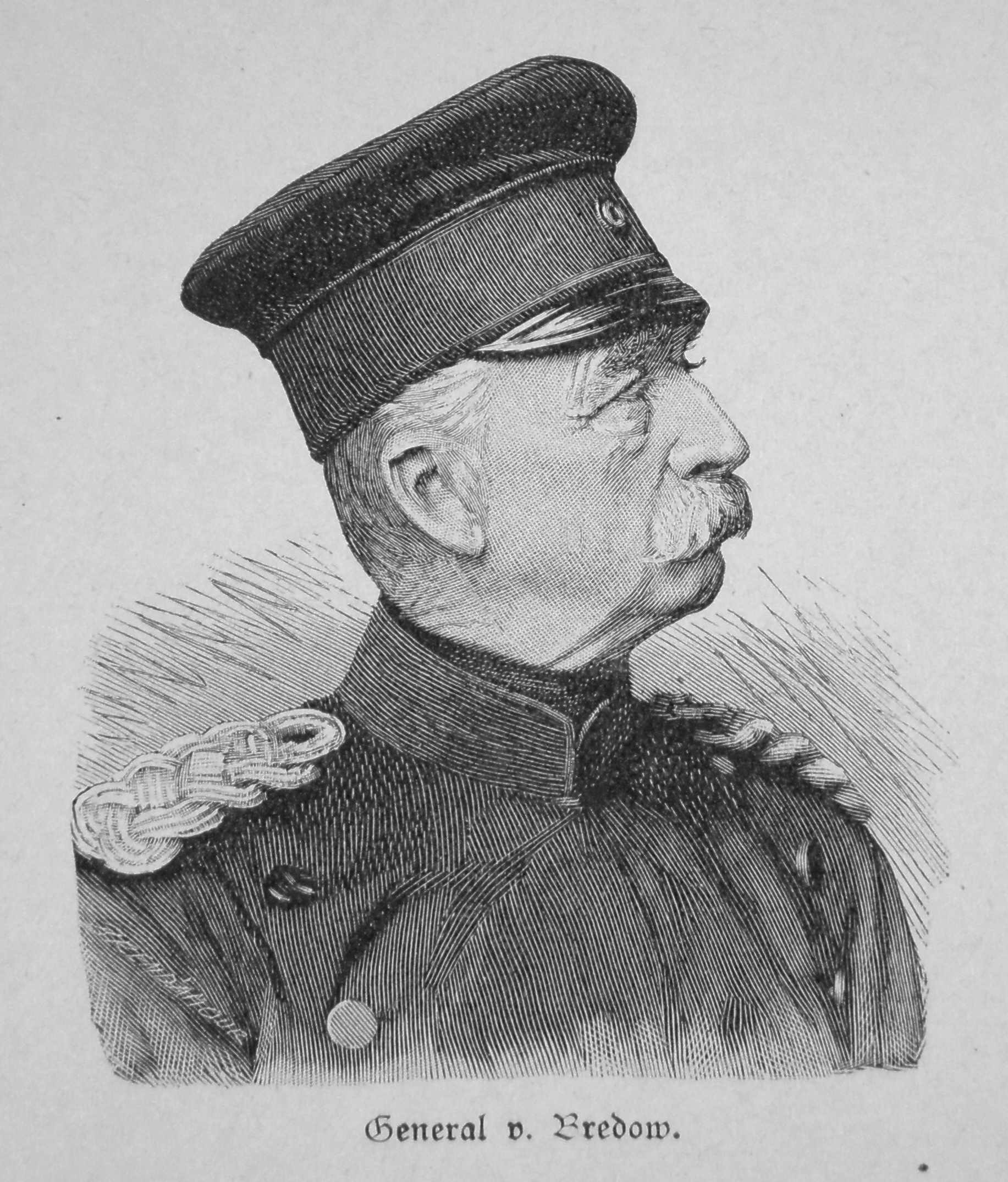
Adalbert von Bredow

Friedrich Wilhelm Adalbert von Bredow (sinh ngày 25 tháng 5 năm 1814 ở Gut Briesen; mất ngày 3 tháng 3 năm 1890) là một sĩ quan quân đội Phổ, được thăng đến cấp bậc Trung tướng. Trong trận Mars-la-Tour thời Chiến tranh Pháp-Đức (1870), ông đã chỉ huy cái gọi là "Cuộc xung phong tử thần của Bredow", một cuộc tấn công thắng lợi hiếm có của kỵ binh nhằm vào pháo binh và súng trường hiện đại.

## Sự nghiệp quân sự
Sinh ra tại Briesen gần Friesack ở Brandenburg, ông là con trai của Thiếu tá Friedrich von Bredow và Bernhardine Sophie (có tên là von Wulffen khi sinh ra). Vào năm 1832, ông đã gia nhập Trung đoàn Khinh kỵ binh Cận vệ. Vào năm 1859, ông được trao quyền chỉ huy Trung đoàn Long kỵ binh số 4. Với quân hàm Đại tá, von Bredow đã chỉ huy Lữ đoàn Kỵ binh số 2 trong cuộc Chiến tranh Áo-Phổ năm 1866. Ông đã thể hiện năng lực của mình trong cuộc chiến đấu ở Trautenau ngày 27 tháng 6. Vào ngày 3 tháng 7 năm 1866, cuộc truy đuổi quân Áo bại trận tại Trận Königgrätz đã mang lại tiếng tăm cho ông. Ông đã được thăng quân hàm Thiếu tướng. Nhưng, chiến tích hiển hách nhất của ông, thường được ca ngợi trong văn chương và âm nhạc, đã diễn ra vào ngày 16 tháng 8 năm 1870 trong cuộc Chiến tranh Pháp-Đức (1870 – 1871), khi ấy Bredow mang quân hàm Chuẩn tướng và là chỉ huy của Lữ đoàn Kỵ binh số 12. Vào ngày 16 tháng 8 năm 1870, sau những đợt tấn công dữ dội của Tập đoàn quân Rhine chủ lực của Pháp do Thống chế Bazaine chỉ huy, Quân đoàn III của Phổ dưới quyền tướng Konstantin von Alvensleben đã đuối sức. Trong khi quân Pháp chuẩn bị tung một đòn quyết định, Alvensleben ra lệnh lữ đoàn còn lại của mình, do Bredow chỉ huy, phải xóa bỏ nguy cơ phản công từ phía địch. Nói cách khác, Bredow phải hy sinh lực lượng kỵ binh để bảo vệ sinh lực của quân đoàn. Ông bèn dàn trận với 2 trung đoàn của mình (Trung đoàn Thiết kỵ binh số 7, Trung đoàn Thương kỵ binh số 16) và một tốp kỵ mã thuộc Trung đoàn Long kỵ binh số 19.
Với 6 khối kỵ binh, Lữ đoàn Kỵ binh số 2 đã mở màn cái gọi là "Đợt tấn công Tử thần của Bredow" (TottenRit) trong khi Bredow dựa vào mọi chỗ lõm và đường dốc để tránh hỏa lực tầm xa của bộ binh Pháp. Quân kỵ mã của ông đã kéo đến cách các khẩu đội pháo của đối phương vài trăm ia, và sau đó họ xông thẳng về phía các khẩu đội pháo trong một đợt xung phong "hiệu quả như bất cứ một đợt [xung phong] nào trong những cuộc chiến tranh của Napoléon". Phần lớn quân bộ binh Pháp đã rút về phía các khẩu đội pháo ở một số nơi sau khi bị đại bác tối tân của Đức giã nhừ, trong khi toán bộ binh còn lại trên chiến tuyến không còn thời gian để đánh trả. Sau một trận tàn sát, kỵ binh Đức đè bẹp trận tuyến pháo binh Pháp và ồ ạt lao tràn lên dốc. Nhưng, họ đã bị một lực lượng kỵ binh đông mạnh của đối phương, gồm 2 lữ đoàn thuộc sư đoàn kỵ binh của Forton chặn đứng. Trước tình hình đó, kỵ mã của Bredow phải mở đường máu và trở về chiến tuyến của mình dưới làn đạn khốc liệt của bộ binh. Trong 800 lính kỵ binh Đức đã khởi đầu cuộc tấn công, chỉ có 420 người trở về được chiến tuyến. Mặt khác, con số thiệt hại của lữ đoàn dưới quyền Bredow được đánh giá "thấp một cách đáng kinh ngạc đối với một cuộc tấn công mang ý nghĩa to lớn như thế".
Cuộc xung phong của Bredow đã hoàn tất mục tiêu được đề ra: Quân đoàn XI của Pháp hoàn toàn bị hỗn loạn và trận tuyến pháo binh của họ trở nên huyên náo đến mức mà nó không thể hồi phục được, trong khi các đoàn xe quân Pháp bị hoảng loạn và mọi đe dọa đến các cứ điểm của quân Đức tại Vionville đều bị tan biến cho đến khi thời khắc thuận lợi đối với quân Pháp không còn nữa. Trong khi sử gia Gustave Louis Marie Strauss đã ví "đòn giáng chiến thuật lừng lẫy này" với đợt tấn công của Kellermann chuyển bại thành thắng cho quân Pháp trong trận Marengo, cuộc tấn công của Bredow "có lẽ là cuộc xung phong thắng lợi cuối cùng của kỵ binh trong chiến tranh Tây Âu". Thành công của Bredow đã khiến cho các sử gia quân sự trong vòng 40 năm sau đó khẳng định rằng kỵ binh chưa bị lỗi thời trong chiến tranh. Nhà văn Theodor Fontane đã gọi ông là "Mars La Tour-Bredow". Về sau, ông đã được phong quân hàm Trung tướng vào năm 1871 và từ trần năm 1890.

## Gia đình
Von Bredow đã kết hôn với Elise Cäcilie Friederike Kühne vào năm 1849, và họ có với nhau 11 người con. Ông đã viết một tự truyện mang tựa đề Aus meinem Leben, đã được xuất bản vào năm 1885. Ông từ trần tại điền trang của gia đình mình ở Briesen.